# Apophoreta
Apophoreta  (altgriechisch ἀποφόρητα, auch apophoreticum) sind Festgeschenke, die bei besonderen Anlässen in römischen Haushalten verlost oder verteilt wurden. Das vierzehnte Buch der Epigramme des Dichters Martial ist mit diesem Titel überschrieben.
Martial verfasste seine Apophoreta im Hinblick auf die Saturnalien, den hauptsächlichen Anlass zur Verteilung derartiger Geschenke. Nicht nur beim Gastmahl des Trimalchio des Petron werden solche Geschenke aber auch außerhalb des Saturnalienfestes verlost.
Zur stilvollen Vergabe der Geschenke gehörte anscheinend, dass diese von einem kurzen originellen Gedicht (bei Martial ein Zweizeiler) angekündigt wurden. Martial unterscheidet zwischen Geschenken für Reiche und für Arme, die in den Apophoreta oft abwechselnd vorgestellt werden. In ihrer Qualität und ihrem Wert können sie sich erheblich unterscheiden. Martial dichtet beispielsweise sowohl zu einer goldenen verzierten Trinkschale als auch zu Trinkgeschirr aus Ton.
In der späten Kaiserzeit wurden anscheinend auch die Geschenke, die seitens der Beamten anlässlich von Spielen verteilt wurden, Apophoreta genannt. Der Ursprung der Sitte ist, der Überlieferung bei Athenaios nach zu urteilen, nicht nur dem Namen nach griechischen Ursprungs.